# Sofia (Drochia)
Sofia è un comune della Moldavia situato nel distretto di Drochia di 4.823 abitanti al censimento del 2004